# کیرکیلوشچزنا
کیرکیلوشچزنا (به لهستانی:  Kierkielewszczyzna) یک روستا در لهستان است که در گمینا کوژنگتسا واقع شده‌است.